# LG유니참
LG유니참(영어: LG Unicharm, LGユニ・チャーム)은 대한민국의 위생용품 제조업체이므로, 일본 유니참 본사가 2006년 2월 1일에 LG유니참이라는 외국계 합작 기업으로 설립하여, 제조 및 생산 거점은 LG유니참 구미공장에서 담당하고, 판매는 모기업인 LG생활건강에서 마케팅을 전담하고 있다. 본사와 공장은 구미시에 있고 서울사무소는 서울특별시 영등포구에 있다.
위생용품 선두 업체인 유한킴벌리와 치열한 공방전을 벌이고 있으므로, 2020년 6월 29일에 소비자 중심 경영(CCM 인증 마크)을 선포한 바 있다.

## 연혁
- 1980년대부터 쌍용그룹에 기술이전
- 1994년 쌍용그룹과 합작회사인 쌍용유니참 주식회사를 설립
- 1999년 쌍용그룹이 부도 이후로 제일제당과 합작회사인 한국유니참으로 사명변경
- 2006년 LG생활건강의 자회사인 LG유니참 주식회사로 재설립
- 2007년 쏘피 바디피트 귀애랑 출시
- 2008년 팬티라이너 국산화 성공
- 2010년 경북 구미에 LG유니참 제2공장 취득
- 2014년 신공장 증축 및 제 2공장 설비 집약 투자
- 2018년 마미포코 에어핏 팬티/쿨썸머그린(밴드 및 팬티형) 출시
- 2023년 미미월드와 라이센스 제휴 (똘똘이 동요 x 마미포코) 콜라보 협업 제품

## 제품
- 마미포코 (유아용 기저귀)
- 쏘피 시리즈 (여성용 생리대)
- 라이프리 (성인용 기저귀)
- 시루콧토 (화장솜)
- 데오토일렛 (반려동물용 화장실)
- 미쓰보시 구루메 (반려동물용 식품)
- 긴노스푼 (반려동물용 식품)
- 유니참 데오시트 (반려동물용 패드)
- 유니참 매너웨어 (반려동물용 기저귀)